# Hans Michalsky
Hans Michalsky (Neuss, 9 de maio de 1949 - 16 de outubro de 2022) foi um ex-ciclista alemão que representou a Alemanha Ocidental nos Jogos Olímpicos de Verão de 1976, terminando em sexto lugar na prova de contrarelógio.